# گل‌کوب کاکل‌زرشکی
گل‌کوب کاکل‌زرشکی (نام علمی: Dicaeum nehrkorni) نام یک گونه از سرده گل‌کوب‌های اصلی است.